# Марина Морозова
Марина Морозова (рум. Marina Morozova, нар. 16 червня 1981) — молдовський економіст і політик, депутат парламенту Молдови у 2021-2025 роках, представник партії «Дія та солідарність» (PAS).

## Біографія
Має ступінь бакалавра педагогіки та два дипломи магістра: бізнес-адміністрування та політології.
Почала працювати в 2006 році в молдовсько-бельгійській торговельній палаті як менеджер проектів. Пізніше працювала менеджером з маркетингу в приватній компанії. У 2011-2015 роках була старшим інспектором митного поста в Міжнародному аеропорту Кишинева, а з 2016 по 2021 рік – генеральним директором компанії. 
Володіє румунською, російською та англійською мовами.

### Політична діяльність
З 2016 року входить до складу PAS. Балотувалася під номером 35 у списку Партії «Дія та Солідарність» на парламентських виборах 2021 року та отримала мандат у парламенті.

## Галерея

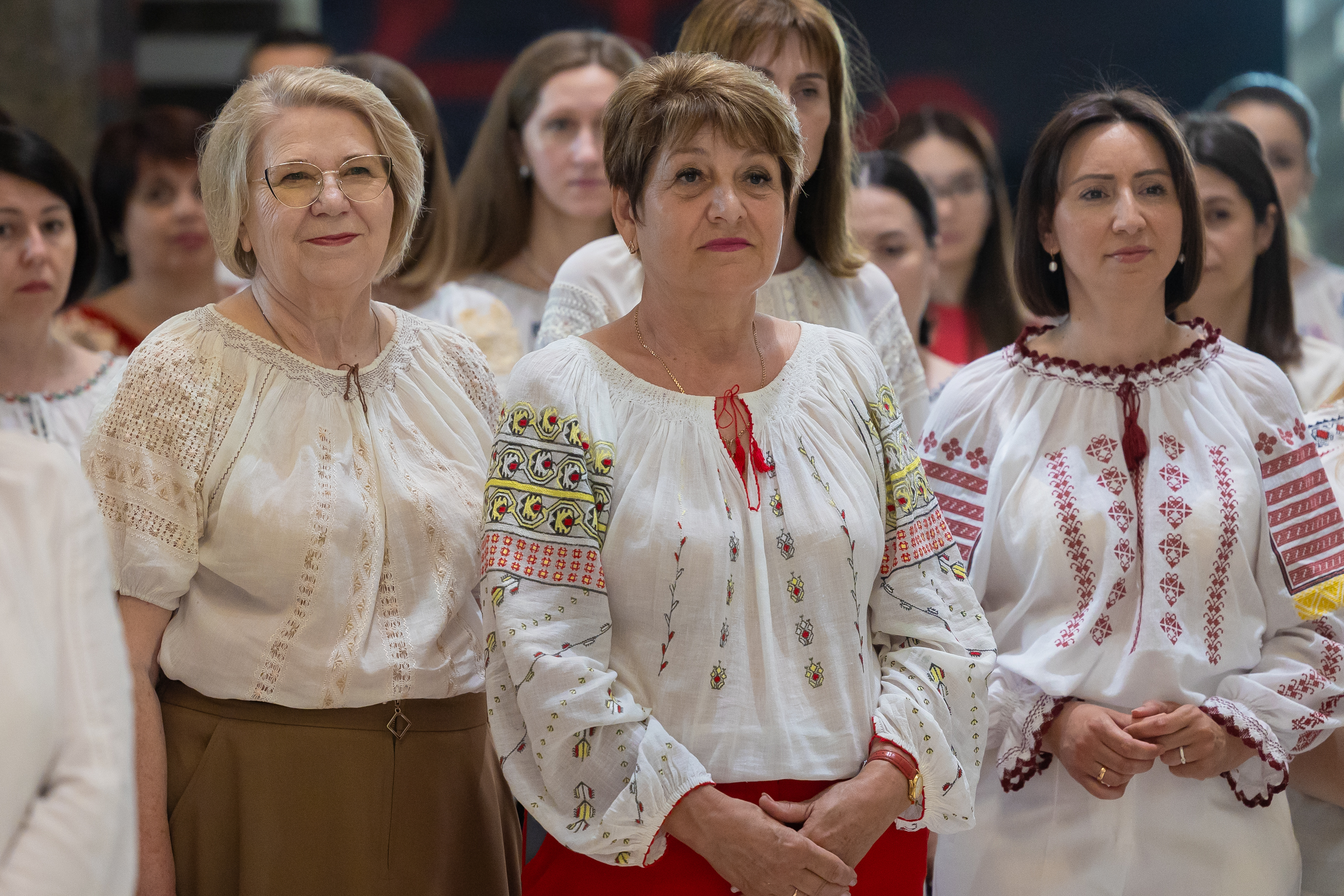
На заході до дня Євроінтеграції, 25 червня 2024 року
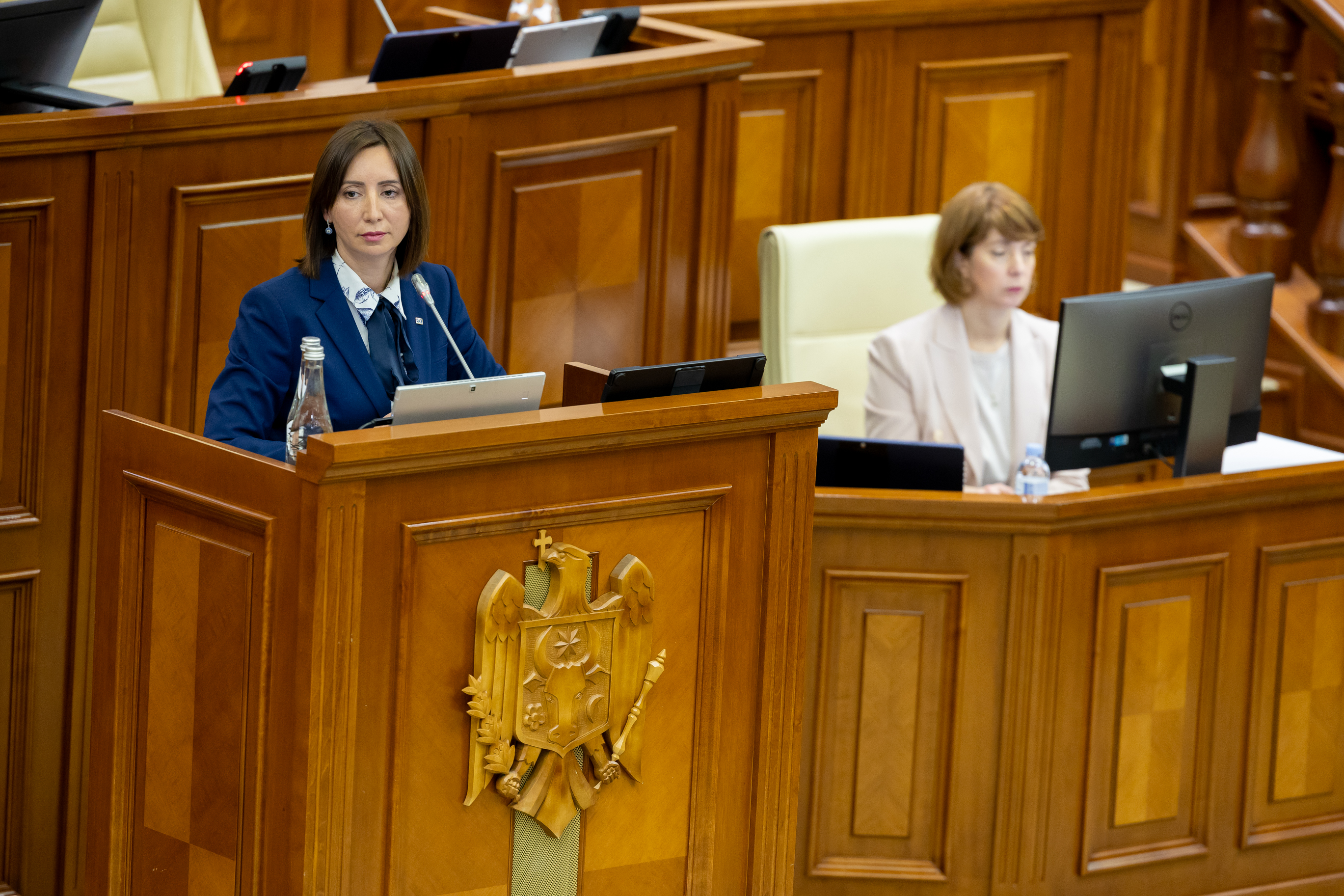
Під час парламентського виступу, 8 листопада 2024 року
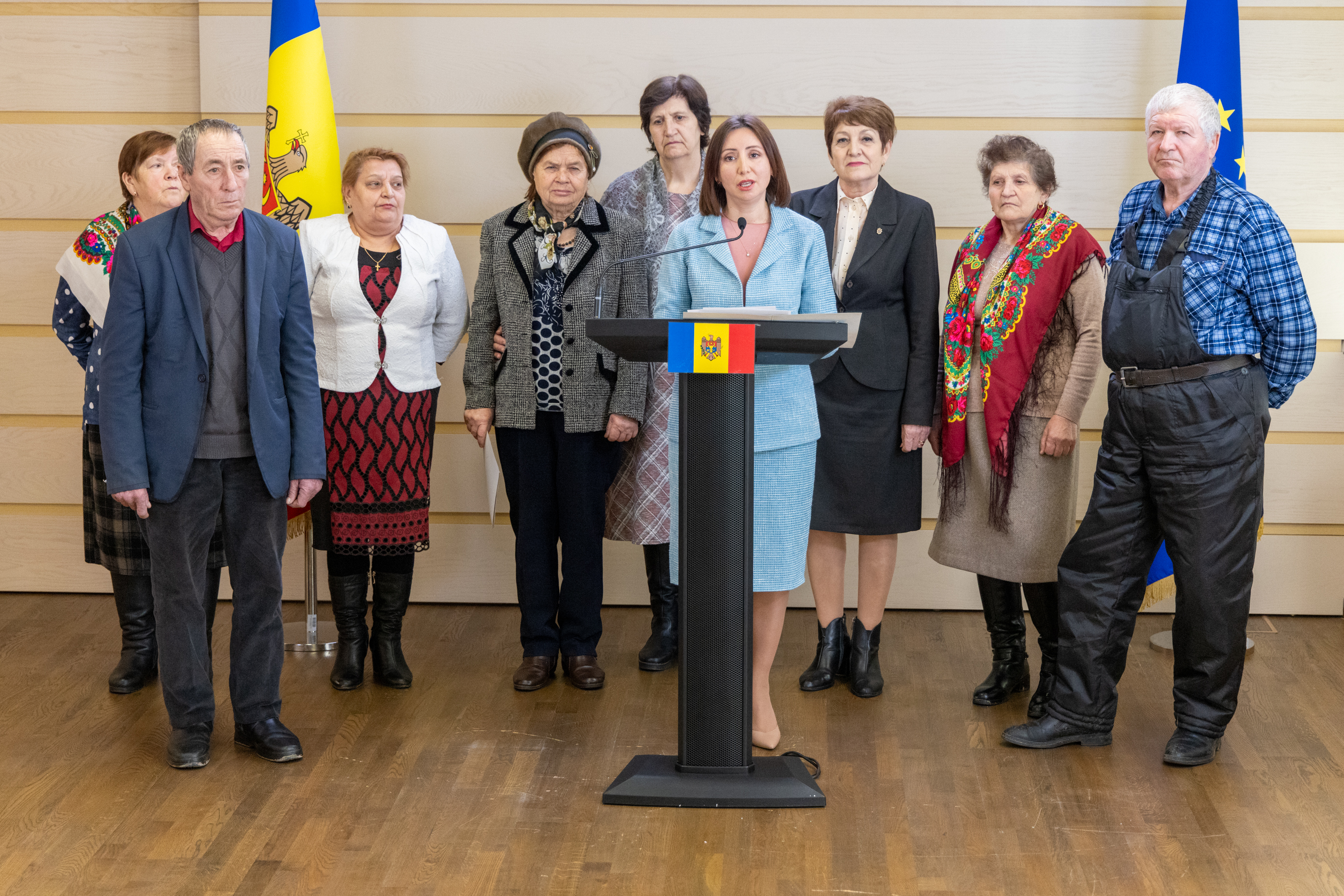
Під час брифінгу, 3 лютого 2025 року